# Spanska armadan

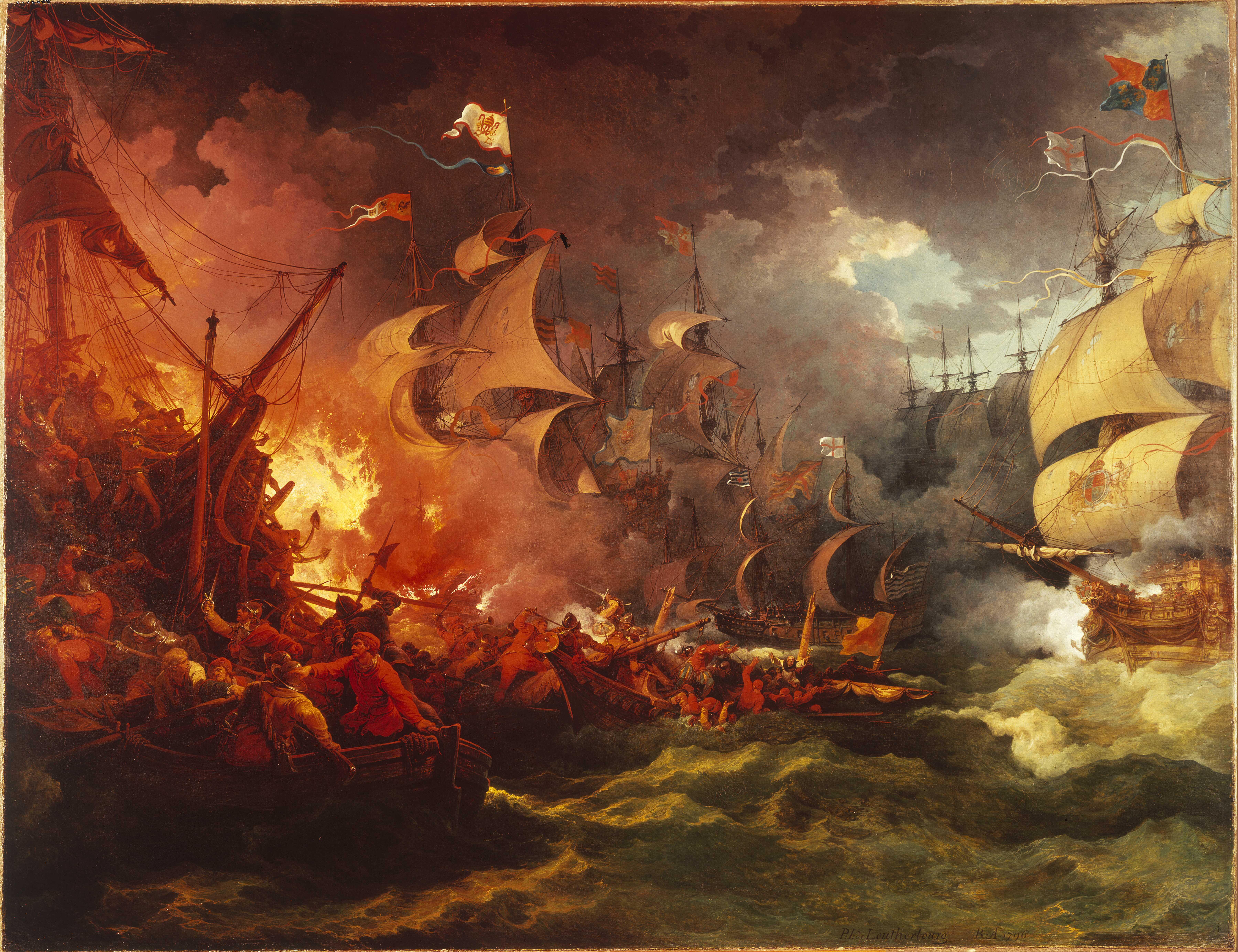
Den oövervinnliga spanska armadans nederlag vid Gravelines. Målning av Philippe-Jacques de Loutherbourg (1796).

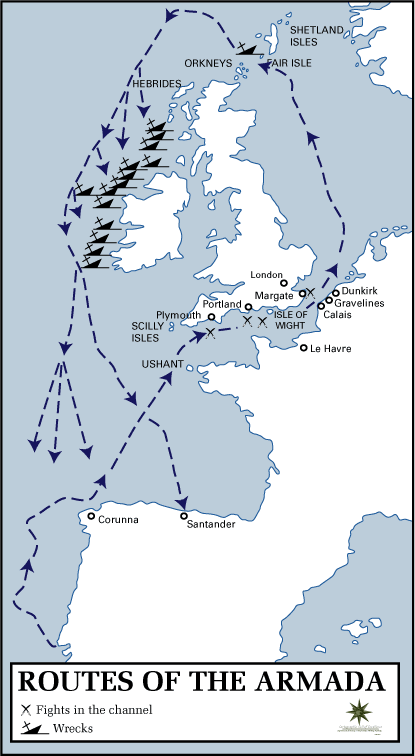
Den spanska armadans rutter.

Spanska armadan, även kallad ”den oövervinnerliga armadan”, var en stor flotta av ekskepp som den spanske kungen Filip II lät bygga. Den bestod av 137 skepp och byggdes framför allt för att kunna anfalla och landstiga i England. Flottan bestod av 8 000 matroser, 18 000 soldater, 1 500 bronskanoner och 1 000 järnkanoner. Syftet var även att skeppa 30 000 soldater från Gravelines; Spanska Nederländerna till England.
Flottan avseglade från Lissabon 28 maj 1588 under befäl av Alonso de Guzmán El Bueno, 7:e hertig av Medina Sidonia. Trots idoga försök av Englands viceamiral Francis Drake blev dock flottan aldrig besegrad, men lyckades inte heller uppnå sitt mål att invadera England. De spanska galeonerna var stora och svårmanövrerade, besättningen var tränad i att endast skjuta en gång och sedan göra sig redo för bordning, en taktik som hade visat sig mycket framgångsrik vid slaget vid Lepanto. Den var däremot inte särskilt lyckad mot engelska flottan som var mer lättmanövrerad och hade en taktik som gick ut på att ge flera bredsidor innan eventuell bordning. Den spanska sidan försökte använda sig av en liknande strategi, vilket var problematiskt då den brittiska flottans vapen var lättare och hade en större räckvidd än dess spanska motsvarigheter. Dessutom led spanska armadan av att ledaren för expeditionen, Alonso de Guzmán El Bueno, 7:e hertig av Medina Sidonia, var tämligen oerfaren beträffande sjöfart och krig. Vid stridigheter i Engelska kanalen förlorade spanjorerna 2 skepp, men vad som var viktigare för utgången var att efter en brandbåtsattack släppte många fartyg sina ankare vilket senare skulle visa sig katastrofalt då man inte kunde ankra vid en orkan som drabbade flottan utanför Irland där omkring 50 av fartygen förliste. 67 av skeppen återkom till Spanien.
Spanien bibehöll sjöherraväldet i nästan 50 år till och förlorade det först till holländarna under sjöslaget vid Downs 1639.
Vid marinarkeologiska fynd på senare tid har det visat sig att armadan hade brist på standardiserad ammunition och vapen. Detta kan även ha varit en bidragande orsak till de problem de hade att genomföra sina mål.

## Källförteckning
1. ↑  ”The Spanish Armada: history, causes and timeline | Royal Museums Greenwich” (på engelska). www.rmg.co.uk. https://www.rmg.co.uk/stories/topics/spanish-armada-history-causes-timeline. Läst 6 juni 2024.
2. ↑  Den spanska armadan (Sveriges Radio)
3. ↑  ”Alonso Pérez de Guzmán, duke de Medina-Sidonia | Spanish Armada, Battle of Gravelines, Naval Commander | Britannica” (på engelska). www.britannica.com. https://www.britannica.com/biography/Alonso-Perez-de-Guzman-duque-de-Medina-Sidonia. Läst 6 juni 2024.
4. 1 2  Martin Hårdstedt (15 augusti 2022). ”Spanska armadan år 1588 – en spansk katastrof”. Historia Nu. https://historia.nu/militarhistoriepodden/spanska-armadan-ar-1588-en-spansk-katastrof/. Läst 6 juni 2024.
5. ↑  Archive (2 maj 1943). ”Armada Guns: A Comparative Study of English and Spanish Armament Part VI Comparisons” (på engelska). SNR. https://snr.org.uk/armada-guns/. Läst 6 juni 2024.
6. ↑  ”The Spanish Armada: Mighty, Powerful, & Eventually Defeated” (på engelska). TheCollector. 1 februari 2023. https://www.thecollector.com/the-powerful-spanish-armada/. Läst 6 juni 2024.